# Hannah Miley
Hannah Louise Miley (Swindon (Engeland), 8 augustus 1989) is een Britse zwemster. Ze vertegenwoordigde haar vaderland op de Olympische Zomerspelen 2008 in Peking. Op de kortebaan is Miley houdster van het Europese record op de 400 meter wisselslag.

## Carrière
Bij haar internationale debuut, op de Europese kampioenschappen kortebaanzwemmen 2005 in Triëst, eindigde de Britse als zesde op de 400 meter wisselslag, op de 200 meter wisselslag en de 400 meter vrije slag strandde ze in de series. Miley vertegenwoordigde Schotland op de Gemenebestspelen 2006 in Melbourne, op dit toernooi eindigde ze als vierde op de 400 meter wisselslag en als zevende op de 200 meter wisselslag en werd ze uitgeschakeld in de halve finales van de 100 meter vlinderslag. Op de Europese kampioenschappen zwemmen 2006 in Boedapest eindigde de Britse als zevende op de 400 meter wisselslag en strandde ze in de series van de 200 meter wisselslag.
Op de Britse kampioenschappen zwemmen 2008 in Sheffield verbeterde Miley het Europees record op de 400 meter wisselslag. Tijdens de wereldkampioenschappen kortebaanzwemmen 2008 in Manchester sleepte Miley de zilveren medaille in de wacht op de 400 meter wisselslag en de bronzen medaille op de 200 meter wisselslag. Op de Olympische Zomerspelen van 2008 in Peking eindigde de Britse als zesde op de 400 meter wisselslag en strandde ze in de halve finales van de 200 meter wisselslag, samen met Joanne Jackson, Melanie Marshall en Francesca Halsall werd ze uitgeschakeld in de series van de 4x200 meter vrije slag. Op de Europese kampioenschappen kortebaanzwemmen 2008 in Rijeka eindigde Miley als vierde op zowel de 200 als de 400 meter wisselslag, op de 100 meter wisselslag werd ze uitgeschakeld in de halve finales.

### 2009-heden
Tijdens de Britse kampioenschappen zwemmen 2009 in Sheffield verbeterde de Britse de Europese records op de 200 en 400 meter wisselslag. In Rome nam Miley deel aan de wereldkampioenschappen zwemmen 2009, op dit toernooi eindigde ze als vierde op de 400 meter wisselslag en als zesde op de 200 meter wisselslag. Op de 4x200 meter vrije slag zwom ze samen met Caitlin McClatchey, Jazmin Carlin en Rebecca Adlington, in de finale legden McClatchey, Carlin en Adlington samen met Joanne Jackson beslag op de bronzen medaille. Voor haar aandeel in de series ontving Miley eveneens de bronzen medaille. Op de Europese kampioenschappen kortebaanzwemmen 2009 in Istanboel veroverde de Britse de Europese titel op de 400 meter wisselslag en mocht ze de bronzen medaille in ontvangst nemen op de 200 meter wisselslag, daarnaast eindigde ze als zesde op de 200 meter schoolslag.
Tijdens de Europese kampioenschappen zwemmen 2010 in Boedapest sleepte Miley de gouden medaille in de wacht op de 400 meter wisselslag en de bronzen medaille op de 200 meter wisselslag, daarnaast strandde ze in de series van de 200 meter vrije slag en de 200 meter wisselslag. Samen met Rebecca Adlington, Jazmin Carlin en Joanne Jackson legde ze beslag op de bronzen medaille op de 4x200 meter vrije slag. In Delhi nam de Britse deel aan de Gemenebestspelen 2010. Op dit toernooi veroverde ze de gouden medaille op de 400 meter wisselslag, daarnaast eindigde ze als vijfde op de 200 meter wisselslag en als zevende op de 200 meter schoolslag. Op de 4x200 meter vrije slag eindigde ze samen met Caitlin McClatchey, Megan Gilchrist en Lucy Ellis op de vijfde plaats, samen met Kathryn Johnstone, Louise Pate en Caitlin McClatchey eindigde ze als vijfde op de 4x100 meter wisselslag. Op de wereldkampioenschappen kortebaanzwemmen 2010 in Dubai eindigde Miley als vierde op de 400 meter wisselslag, op zowel de 400 meter vrije slag als de 200 meter wisselslag werd ze uitgeschakeld in de series.
Tijdens de wereldkampioenschappen zwemmen 2011 in Shanghai sleepte de Britse de zilveren medaille in de wacht op de 400 meter wisselslag, op de 200 meter wisselslag eindigde ze op de zevende plaats. Op de 4x200 meter vrije slag eindigde ze samen met Joanne Jackson, Rebecca Turner en Caitlin McClatchey op de zesde plaats. In Szczecin nam Miley deel aan de Europese kampioenschappen kortebaanzwemmen 2011. Op dit toernooi behaalde ze de zilveren medaille op de 400 meter wisselslag en de bronzen medaille op de 200 meter wisselslag, daarnaast eindigde ze als vijfde op de 400 meter vrije slag en werd ze uitgeschakeld in de series van de 200 meter schoolslag.
In 2012 kwalificeerde Miley zich voor de Olympische Spelen in eigen land. Ze behaalde geen medaille maar zwom wel naar 3 finaleplaatsen: inidvidueel eindigde ze vijfde op de 400 meter wisselslag en zevende op de 200 meter wisselslag. Aan de zijde van Caitlin McClatchey, Rebecca Turner en Joanne Jackson eindigde ze ook vijfde op de 4x200 meter vrije slag.
Op de Europese kampioenschappen kortebaanzwemmen 2012 behaalde Miley goud op de 400 meter wisselslag en twee zilveren medailles op de 800 meter vrije slag en de 200 meter wisselslag. Later dat jaar, op de Wereldkampioenschappen kortebaanzwemmen 2012 in Istanboel werd Miley wereldkampioen op de 400 meter wisselslag, terwijl ze op de 200 meter wisselslag beslag kon leggen op de bronzen medaille. Op de 800 meter vrije slag eindigde ze op de vierde plaats. Samen met Rebecca Turner, Sophie Allen en Jazmin Carlin eindigde ze op de 5e plaats op de 4x200 meter vrije slag.
Tijdens de wereldkampioenschappen zwemmen 2013 in Barcelona eindigde Miley vijfde op de 400 meter wisselslag.

## Internationale toernooien
| Jaar | Olympische Spelen                                           | WK langebaan                                                                             | WK kortebaan | EK langebaan | EK kortebaan | Gemenebestspelen                                                                                        |
| ---- | ----------------------------------------------------------- | ---------------------------------------------------------------------------------------- | --- | --- | --- | --- |
| 2005 |                                                             | geen deelname                                                                            | | | 22e 400m vrije slag 11e 200m wisselslag 6e 400m wisselslag | |
| 2006 |                                                             |                                                                                          | geen deelname | 19e 200m wisselslag 7e 400m wisselslag                                                                                     | geen deelname | 14e 100m vlinderslag 7e 200m wisselslag 4e 400m wisselslag                                              |
| 2007 |                                                             | geen deelname                                                                            | | | geen deelname | |
| 2008 | 11e 200m wisselslag 6e 400m wisselslag 9e 4x200m vrije slag |                                                                                          | 11e 100m wisselslag · 200m wisselslag · 400m wisselslag | geen deelname | 12e 100m wisselslag 4e 200m wisselslag 4e 400m wisselslag | |
| 2009 |                                                             | 6e 200m wisselslag · 4e 400m wisselslag · 4x200m vrije slag · Miley zwom enkel de series | | | 6e 200m schoolslag · 200m wisselslag · 400m wisselslag | |
| 2010 |                                                             |                                                                                          | 15e 400m vrije slag 9e 200m wisselslag 4e 400m wisselslag | 17e 200m vrije slag · serie 200m schoolslag · 17e 200m vlinderslag · 200m wisselslag · 400m wisselslag · 4x200m vrije slag | geen deelname | 7e 200m schoolslag · 5e 200m wisselslag · 400m wisselslag · 5e 4x200m vrije slag · 5e 4x100m wisselslag |
| 2011 |                                                             | 7e 200m wisselslag · 400m wisselslag · 6e 4x200m vrije slag                              | | | 5e 400m vrije slag · 13e 200m schoolslag · 200m wisselslag · 400m wisselslag | |
| 2012 | 5e 4x200m vrije slag 5e 400m wisselslag 7e 200m wisselslag  |                                                                                          | 4e 800m vrije slag · 31e 50m schoolslag · 29e 100m schoolslag · 20e 200m schoolslag · 15e 100m wisselslag · 200m wisselslag · 400m wisselslag · 5e 4x200m vrije slag | geen deelname | 35e 50m vrije slag · 4e 400m vrije slag · 800m vrije slag · 28e 50m rugslag · 20e 50m schoolslag · 16e200m schoolslag · 35e 50m vlinderslag · 200m wisselslag · 400m wisselslag · 11e 4x50m wisselslag | |
| 2013 |                                                             | 17e 200m schoolslag 5e 400m wisselslag                                                   | | | 12-15 december | |

## Persoonlijke records
Bijgewerkt tot en met 13 augustus 2013

### Kortebaan
| Afstand          | Tijd    | Datum            | Plaats          |
| ---------------- | ------- | ---------------- | --------------- |
| 200m vrije slag  | 1.56,31 | 21 december 2012 | Sint-Petersburg |
| 400m vrije slag  | 4.00,39 | 24 november 2012 | Chartres        |
| 800m vrije slag  | 8.15,66 | 23 november 2012 | Chartres        |
| 200m schoolslag  | 2.20,61 | 11 december 2009 | Istanboel       |
| 200m vlinderslag | 2.09,70 | 14 oktober 2012  | Stockholm       |
| 200m wisselslag  | 2.06,21 | 22 november 2012 | Chartres        |
| 400m wisselslag  | 4.23,14 | 12 december 2012 | Istanboel       |

### Langebaan
| Afstand          | Tijd    | Datum            | Plaats    |
| ---------------- | ------- | ---------------- | --------- |
| 200m vrije slag  | 1.58,54 | 25 juni 2009     | Glasgow   |
| 400m vrije slag  | 4.09,30 | 10 maart 2013    | Leeds     |
| 800m vrije slag  | 8.33,98 | 22 februari 2013 | Sheffield |
| 200m schoolslag  | 2.26,31 | 20 maart 2009    | Sheffield |
| 200m vlinderslag | 2.08,24 | 19 maart 2009    | Sheffield |
| 200m wisselslag  | 2.09,46 | 26 juli 2009     | Rome      |
| 400m wisselslag  | 4.31,33 | 20 maart 2009    | Sheffield |